# Lista de municípios de Rondônia por PIB per capita
Listagem de cidades de Rondônia por ordem decrescente do PIB (Produto Interno Bruto) per capita de 2014, de acordo com o IBGE.

## PIB per capita de 2014
| Posição | Posição | Município                 | PIB per capita | Alteração |
| Em 2011 | Mudança | Município                 | PIB per capita | Alteração |
| ------- | ------- | ------------------------- | -------------- | --------- |
| 1       | (0)     | Pimenteiras do Oeste      | 31 560,80      | Baixa     |
| 2       | (0)     | Porto Velho               | 25 525,48      | Aumento   |
| 3       | (0)     | Vilhena                   | 24 148,09      | Aumento   |
| 4       | (0)     | Pimenta Bueno             | 22 896,99      | Aumento   |
| 5       | (0)     | Corumbiara                | 21 058,14      | Aumento   |
| 6       | (0)     | Ji-Paraná                 | 20 772,30      | Aumento   |
| 7       | (0)     | Rio Crespo                | 20 721,07      | Baixa     |
| 8       | (0)     | Jaru                      | 20 321,48      | Aumento   |
| 9       | (0)     | Cacoal                    | 19 593,10      | Aumento   |
| 10      | (0)     | Chupinguaia               | 19 250,60      | Baixa     |
| 11      | (0)     | Ariquemes                 | 19 128,79      | Aumento   |
| 12      | (0)>    | Cacaulândia               | 18 460,76      | Aumento   |
| 13      | (0)     | São Miguel do Guaporé     | 18 253,88      | Aumento   |
| 14      | (0)     | Rolim de Moura            | 18 189,90      | Aumento   |
| 15      | (0)     | Cerejeiras                | 18 140,55      | Baixa     |
| 16      | (0)     | Cabixi                    | 17 595,19      | Aumento   |
| 17      | (0)     | Castanheiras              | 16 364,31      | Aumento   |
| 18      | (0)     | Ministro Andreazza        | 16 080,42      | Aumento   |
| 19      | (0)     | Santa Luzia do Oeste      | 15 613,81      | Aumento   |
| 20      | (0)     | Espigão d'Oeste           | 15 550,85      | Aumento   |
| 21      | (0)     | Alto Alegre dos Parecis   | 15 370,90      | Aumento   |
| 22      | (0)     | Ouro Preto do Oeste       | 15 227,89      | Aumento   |
| 23      | (0)     | Primavera de Rondônia     | 14 912,14      | Aumento   |
| 24      | (0)     | Campo Novo de Rondônia    | 14 829,98      | Aumento   |
| 25      | (0)     | Presidente Médici         | 14 818,43      | Aumento   |
| 26      | (0)     | Alta Floresta do Oeste    | 14 777,03      | Aumento   |
| 27      | (0)     | São Francisco do Guaporé  | 14 636,61      | Aumento   |
| 28      | (0)     | Colorado do Oeste         | 14 482,67      | Aumento   |
| 29      | (0)     | Parecis                   | 14 449,59      | Aumento   |
| 30      | (0)     | Guajará-Mirim             | 14 447,95      | Aumento   |
| 31      | (0)     | Governador Jorge Teixeira | 14 333,98      | Aumento   |
| 32      | (0)     | Teixeirópolis]            | 14 300,62      | Aumento   |
| 33      | (0)     | Vale do Paraíso           | 14 019,72      | Aumento   |
| 34      | (0)     | Monte Negro               | 13 949,85      | Aumento   |
| 35      | (0)     | Candeias do Jamari        | 13 784,55      | Aumento   |
| 36      | (0)     | Seringueiras              | 13 507,83      | Aumento   |
| 37      | (0)     | Mirante da Serra          | 13 207,24      | Aumento   |
| 38      | (0)     | Itapuã do Oeste           | 13 157,42      | Baixa     |
| 39      | (0)     | Buritis                   | 12 934,84      | Aumento   |
| 40      | (0)     | Urupá                     | 12 855,13      | Aumento   |
| 41      | (0)     | Nova Mamoré               | 12 458,62      | Aumento   |
| 42      | (0)     | Novo Horizonte do Oeste   | 12 450,58      | Aumento   |
| 43      | (0)     | Theobroma                 | 12 393,20      | Aumento   |
| 44      | (0)     | Cujubim                   | 12 286,81      | Baixa     |
| 45      | (0)     | Alto Paraíso              | 11 893,62      | Aumento   |
| 46      | (0)     | Machadinho do Oeste       | 11 875,36      | Aumento   |
| 47      | (0)     | Alvorada do Oeste         | 11 846,87      | Aumento   |
| 48      | (0)     | Nova União                | 11 759,37      | Aumento   |
| 49      | (0)     | São Felipe do Oeste       | 11 701,94      | Aumento   |
| 50      | (0)     | Nova Brasilândia do Oeste | 11 699,94      | Aumento   |
| 51      | (0)     | Costa Marques             | 10 571,90      | Aumento   |
| 52      | (0)     | Vale do Anari             | 9 849,07       | Aumento   |